# Рочестер Американс
«Ро́честер Аме́риканс» (англ. Rochester Americans) — профессиональный хоккейный клуб, выступающий в Американской хоккейной лиге. Базируется в городе Рочестер, штат Нью-Йорк, США. Является фарм-клубом команды НХЛ — «Баффало Сейбрз».
«Американс», старейший клуб в АХЛ, отметивший свой 50-й сезон в АХЛ, в сезоне 2005-06 гг. и является второй командой — долгожительницей, после «Херши Бэрс».
Командой завоёвано 6 Кубков Колдера: в 1965, 1966, 1968, 1983, 1987 и 1996 годах.
В 10 Финалах Кубка Колдера, команда терпела поражение: 1957, 1960, 1967, 1977, 1984, 1990, 1991, 1993, 1999 и 2000 годах.

## История

### Ранние годы (1956—1967)
«Американс» в 1956 году являлась фарм-клубом команд НХЛ — «Монреаль Канадиенс» и «Торонто Мейпл Лифс». Под руководством Билли Рэя команда финишировала на 3 месте в регулярном чемпионате АХЛ. В первом раунде плей-офф, команда встретилась с лучшей защитой лиги — «Провиденс Рэдс». С Бобби Перро в воротах, Американс одержали победу над «Провиденсом» в пяти играх. Затем «Рочестер» был обыгран командой «Кливленд Бэронс» в 5 матчах, которые и стали обладателями Кубка Колдера.

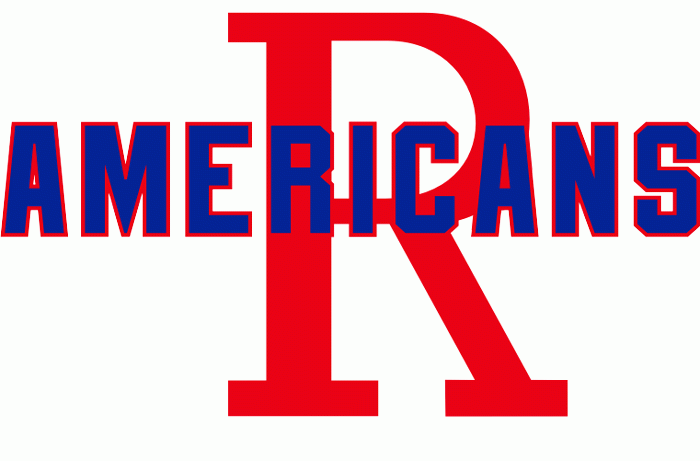
Оригинальный логотип «Американс»

В 1959 году «Американс» вышли в плей-офф, но проиграли «Баффало Бизонс». В 1959 году в «Американс» существовала тройка нападения Руди Мигэй, Гэри Элдкорн и Билл Хайк. Мигэй и Хайк были названы самыми ценными игроками лиги, а Хайк был удостоен звания лучшего новичка сезона.
В сезоне 1959-60 гг., «Американс» стали первой командой в истории АХЛ выигравшей серию плей-офф, проигрывая по ходу серии 0-3 против «Кливлэнд Бэронс», усилиями ветерана Мигэя, Пэта Ханингэна и вратаря Эда Чэдвика, команда одержала в седьмой игре серии победу со счётом — 4-1. Далее «Рочестер» уступили в финале Кубка Колдера в 5 играх «Спрингфилд Индианс».
В следующем сезоне 1963-64 гг., бывший защитник «Американс» Джо Крозье, стал тренером и генеральным менеджером команды. Под руководством Крозье, «Американс» выигрывали Кубок Колдера в 1965, 1966 и 1968 гг. и были финалистами Кубка в 1967 году. Они стали единственной командой в истории АХЛ, которой удалось сыграть в четырёх подряд финалах Кубка Колдера.
В 1965-66 гг. «Американс» заканчивали свой 10 регулярный сезон в АХЛ и все домашние матчи розыгрыша плей-офф на нейтральном поле, в связи с тем, что в «Уор Мемориал» проходил турнир по боулингу. Свои Домашние игры команда проводила на площадке в Торонто, в «Мейпл Лиф-гарденс», расположенном в 280 километрах от Рочестера, за исключением одной игры финала Кубка Колдера, проведённой командой на арене «Баффало» — «Мемориал Аудиториум». 8 мая 1966 г., перед переполненными трибунами «Аудиториума», «Американс» сравняли счёт в серии, одержав победу со счётом 3-1 над «Кливлэнд Бэронс» и выиграв следующие две игры, завоевали Кубок Колдера.

### Эра экспансии (1967—1970)
Когда в сезоне 1967-68 НХЛ расширилась с 6 до 12 команд, «Американс» потеряли своих основных игроков. Первую часть сезона 1967-68, «Американс» заметно отставали. Перед Рождеством, команда занимала последнее место, Крозье совершил обмен с командой «Миннесота Норт Старз», обменяв Майлена Маркетту и Жана-Поля Паризе, на Тэда Тэйлора, Лени Люнда, Джорджа «Дюки» Харриса, Мюррэя Холла, Дона Джонса и права на Хорвата. Дойдя до финала Кубка Колдера, «Американс» одержали победу в серии со счётом 4-2, над командой «Квебек Эйсез».
С лета 1968 года, «Американс» являлись фарм-клубом команды НХЛ — «Ванкувер Кэнакс». В сезоне 1979-80, владельцами «Баффало Сейбрз», семьёй Нокс, было принято решение о том, что новым фарм-клубом команды станет «Рочестер Американс». Являясь фармом «Сейбрз», команда завоевала 3 Кубка Колдера и лишь в 5 случаях, за 28 лет не попадала в плей-офф.

### 1980-90
Свой первый Кубок Колдера, в качестве фарм-клуба «Сейбрз», команда завоевала в 1983 году, под руководством молодого тренера — Майка Кинэна.
После невразумительного старта в сезоне 1995-96, команда провела драматичный по накалу сезон, с игравшим в воротах Стивом Шилдсом. Команде удалось пройти три первых раунда плей-офф и победить в трудной борьбе, в финальной серии, против «Портлэнд Пайретс», завоевав свой шестой Кубок Колдера.

### 2000-е и 2010-е
В 2000 году, когда тренер Брайан Маккатчен перешел на работу в качестве помощника тренера «Баффало Сейбрз», бывший игрок «Американс» — Рэнди Кунневорт, стал новым тренером команды. В сезоне 2003-04, «Рочестер» потерпел поражение в Финале Западной Конференции от «Милуоки Эдмиралс» в 5 матчах.
В 2005 году, произошла смена основной команды «Рочестер», в результате «Американс», стал фарм-клубом «Флориды Пантерз». 
17 мая 2011 года клуб был приобретён Pegula Sports and Entertainment у Rochester Sports Group за 5 млн долл., 24 июня сделавшей команду фарм-клубом «Баффало Сейбрз».
В сезоне 2013-14 «Американс» приняли участие в турнире AHL Outdoor Classic (Классика АХЛ на открытом воздухе), который проходил на стадионе «Фронтир Филд» против «Лейк Эри Монстерс», а затем отправились на Кубок Шпенглера 2013. Впервые за 17 лет в турнире приняла участие команда АХЛ («Американс» также были участниками Кубка Шпенглера в 1996 году).

## Клубные рекорды
Сезон
Голы (61) — Пол Гарднер (1985-86)
Передачи (73) — Горди Робертсон (1982-83)
Очки (119) — Горди Робертсон (1982-83)
Штраф (446) — Роб Рэй (1988-89)
Коэффициент пропущенных голов (2,07) — Мартин Бирон (1998-99)
Процент отраженных бросков (93,0%) — Мартин Бирон (1998-99)

Карьера в клубе
Голы — 351 — Джоди Гэйдж
Передачи — 377 — Джоди Гэйдж
Очки — 728 — Джоди Гэйдж
Штраф 1424 — Скотт Меткэлфи
Вратарские победы — 108 — Боб Перро
«Сухие» игры — 16 — Боб Перро
Игры — 653 — Джоди Гэйдж

## Известные игроки
- Терри Холлингер (англ. Terry Hollinger)